# Ebnat-Kappel
Ebnat-Kappel é uma comuna da Suíça, no Cantão São Galo, com cerca de 4.904 habitantes. Estende-se por uma área de 43,57 km², de densidade populacional de 113 hab/km². Confina com as seguintes comunas: Amden, Gommiswald, Hemberg, Kaltbrunn, Nesslau-Krummenau, Rieden, Schänis, Wattwil.
A língua oficial nesta comuna é o Alemão.